# 希爾萬 (尚勒烏爾法省)
希爾萬是土耳其的城鎮，由尚勒烏爾法省負責管轄，位於該國東南部，距離首府尚勒烏爾法約55公里，面積1,278平方公里，2008年人口21,009人。